# NGC 4133
NGC 4133 is een balkspiraalstelsel in het sterrenbeeld Draak. Het hemelobject werd op 12 december 1797 ontdekt door de Duits-Britse astronoom William Herschel.

## Synoniemen
- UGC 7127
- MCG 13-9-13
- ZWG 352.20
- IRAS 12063+7510
- PGC 38578